# Terry Lovejoy
Terry James Lovejoy (20 novembre 1966) è un informatico australiano, noto per essere un famoso astronomo amatoriale e scopritore di ben sei comete.

## Carriera astronomica
È il primo scopritore di una cometa via internet, tramite le immagini della sonda SOHO, la C/1999 O1 Soho (Soho 74: le comete scoperte con le immagini della sonda Soho portano solo il nome della sonda, vengono distinte da una numerazione progressiva in ordine di scoperta), in seguito, sempre con immagini della Soho, ha scoperto altre 10 comete , tra di esse è da citare la prima osservazione della cometa 322P/SOHO, la prima cometa periodica scoperta dalla Soho. Ha inoltre scoperto due comete con una fotocamera digitale, la C/2007 E2 Lovejoy e la C/2007 K5 Lovejoy e altre quattro, la C/2011 W3 Lovejoy, la C/2013 R1 Lovejoy, la C/2014 Q2 Lovejoy e la C/2017 E4 Lovejoy con un telescopio Schmidt-Cassegrain.

## Riconoscimenti
Ha ricevuto l'Edgar Wilson Award nel 2007, 2012, 2014, 2015 e 2017 
Gli è stato dedicato un asteroide, 61342 Lovejoy .